# Riccardo Michelucci
Riccardo Michelucci (Firenze, 1970) è un giornalista e conduttore radiofonico italiano.

## Biografia
Laureato con lode alla facoltà di scienze politiche "Cesare Alfieri" dell'Università di Firenze, ha studiato politica e cultura dell’Irlanda all’University College di Dublino con una borsa di studio del governo irlandese. Ha iniziato la carriera di giornalista collaborando con "Diario", "L’Unità" e con il mensile "Storia & Dossier". Nel 2001 è entrato nella redazione di Controradio, emittente fiorentina del network di Radio Popolare di Milano, dov'è rimasto per sei anni. Attualmente scrive per "Avvenire" occupandosi in particolare di cultura (letteratura, storia, memoria) e politica estera (Balcani, Irlanda, Ucraina, pacifismo). Collabora regolarmente con il mensile "Focus Storia" e dal 2013 è uno degli autori e dei conduttori della trasmissione Wikiradio di Rai Radio 3. Autore di reportage culturali e politici per la Radio Svizzera Italiana, dal 2018 ha iniziato a dedicarsi anche alla fotografia: suoi scatti sono stati pubblicati, tra gli altri, su "il Venerdì di Repubblica" e su "Avvenire".
Esperto di politica e cultura dell’Irlanda, nel 2009 ha dato alle stampe il suo primo libro, Storia del conflitto anglo-irlandese, definito il “libro nero” del colonialismo inglese in Irlanda. Il volume ha avuto numerose ristampe e nel 2017 è uscita una nuova edizione aggiornata. Ha seguito in particolare la memoria e le conseguenze dei Troubles dell'Irlanda del Nord, di cui è considerato uno dei principali esperti in Italia, approfondendo in particolare la figura del rivoluzionario irlandese Bobby Sands. Ha inoltre tradotto e curato testi letterari di autori irlandesi classici e contemporanei, tra cui i primi due romanzi di Paul Lynch, vincitore del Booker Prize nel 2023.
Nel 2005 ha ricevuto la menzione speciale del Premio giornalistico Gabriele Capelli indetto dall'Associazione Stampa Toscana e nel 2011 ha vinto il premio letterario Firenze per le culture di pace, dedicato a Tiziano Terzani con il racconto inedito "Non voleva salvare il mondo, ma solo le persone. Storia di Marla Ruzicka (1976-2005)".
Nel 2023, con l'articolo dal titolo “A Sarajevo il museo dell’infanzia ferita” si è classificato terzo all'XI premio giornalistico nazionale Angelo Maria Palmieri.

## Opere

### Saggi
- , Storia del conflitto anglo-irlandese. Otto secoli di persecuzione inglese, Bologna: Odoya, 2009, ISBN 978-88-6288-045-9 (prefazione di Giulio Giorello)
- L’eredità di Antigone. Storie di donne martiri per la libertà, Bologna: Odoya, 2013, ISBN 978-88-6288-180-7 (prefazione di Emma Bonino)
- Guida alla Firenze ribelle, Roma, Voland, 2016, ISBN 978-88-6243-185-9 (prefazione di Alessandro Santoro, postfazione di Ornella De Zordo)
- Bobby Sands. Un’utopia irlandese, Firenze, Clichy, 2017, ISBN 978-88-6799-284-3
- Storia del conflitto anglo-irlandese. Otto secoli di persecuzione inglese, 2ª edizione aggiornata, Bologna: Odoya, 2017, ISBN 978-88-6288-404-4 (prefazione di Giulio Giorello)
- Guerra, pace e Brexit. Il lungo viaggio dell'Irlanda, Bologna, Odoya, 2022, ISBN 978-88-6288-722-9 (prefazione di Enrico Terrinoni)
- Il giorno in cui morì la musica, Milano, Milieu, 2025, ISBN 979-12-82104-06-7

### Traduzioni e curatele
- James Stephens, L’Insurrezione di Dublino, Napoli, Menthalia, 2016 (traduzione di Enrico Terrinoni, prefazione di Riccardo Michelucci)
- Brendan Behan, Un irlandese in America. La New York di Brendan Behan, Roma, 66thAnd2nd, 2016 (traduzione di Riccardo Michelucci)
- Paul Lynch, Cielo rosso al mattino, Roma, 66thAnd2nd, 2017 (traduzione di Riccardo Michelucci)
- Paul Lynch, Neve nera, Roma, 66thAnd2nd, 2018 (traduzione di Riccardo Michelucci)
- Bobby Sands, Scritti dal carcere. Poesie e prose, Milano, Paginauno, 2020 (di Riccardo Michelucci e Enrico Terrinoni)
- Tony Doherty, Il piccolo di papà. Storia di un’infanzia nell’Irlanda del Bloody Sunday, Roma, Nutrimenti, 2022 (traduzione di Maria Antonietta Binetti, prefazione di Riccardo Michelucci)
- Maria Romana De Gasperi, Mio padre, Alcide, Milano, Vita e Pensiero, 2023 (prefazione di Marco Tarquinio, postfazione di Riccardo Michelucci)